# Trebostovo (zámek)
Zámek Trebostovo (maď. Trebosztó) se nachází ve stejnojmenné obci, ležící asi 6 km jihovýchodně od centra města Martin v okrese Martin na Slovensku v historickém regionu Turiec. Od 26. listopadu 1963 je stavba chráněna jako kulturní památka pod č. 629/1.

## Historie

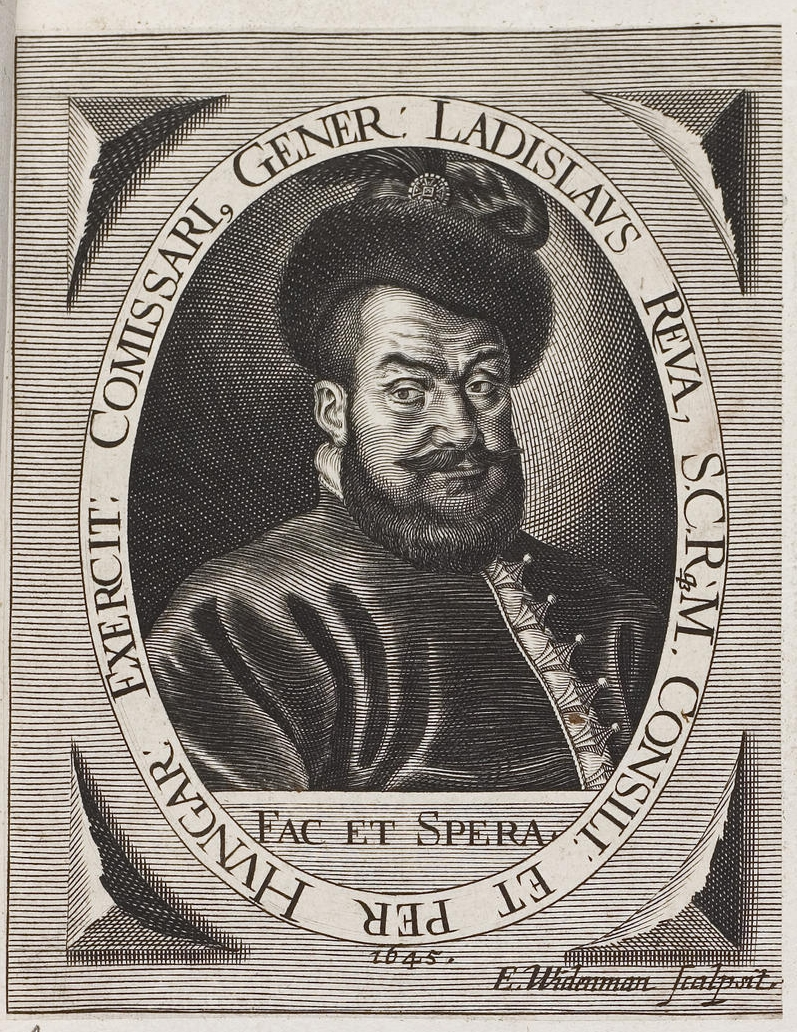
Podobizna stavitele zámku Ladislava (III.) Révaye (1600–1667)

Předchůdcem současné stavby byl gotický hrádek přestavěný na raně renesanční zámek o dvou podlažích se schodišťovou věží, stojící na půdorysu ve tvaru písmene L, na jihovýchodě a severovýchodě doplněný o válcovité bašty. Jeho výstavba byla patrně dokončena kolem roku 1578 za tehdejšího majitele trebostovského panství Ladislava (II.) Révaye (†1592), pocházejícího z trebostovské větve rodu. Jeho vnuk, císařsko-královský rádce a nositel řádu zlaté ostruhy Ladislav (III.) Révay (1600–1667), nechal v polovině 17. století zbudovat nové čtyřkřídlé sídlo, které původní zámek pohltilo. Součástí novostavby, inspirované nejspíše rodištěm jeho manželky Alžběty Drugethové v Humenném, byly rovněž dva velké sály, z nichž jeden disponoval tribunou pro hudebníky.
Po Ladislavově smrti byl zámek rozdělen mezi jeho tři syny, přičemž k obdobným dělbám se přistupovalo i v dalších generacích rodu, takže jednotlivé části budovy měly různé majitele. Údržbu sídla zkomplikovalo také kurucké povstání Františka II. Rákocziho, během nějž se do zámku dostali vzbouřenci, kteří rozbili okna, zničili části podlahy a poškodili střešní krytinu. Renovace se ujal až Ladislavův vnuk Alexandr Révay a zejména pak jeho choť Kateřina Okolicsányi (†1758), jíž se do roku 1743 podařilo vykoupit jednotlivé části zámku od příbuzenstva zesnulého manžela. Během stavebních úprav v první polovině 18. století získal zámek novou mansardovou střechu, protestantskou kapli, fasády byly natřeny tmavošedým nátěrem, u západního křídla vyrostly nádvorní arkády a nejspíše došlo i k demolici jižního křídla zámku, čímž objekt obdržel dosavadní dispozici.
Protože jediný syn Alexandra Révaye a Kateřiny Okolicsány, Ludvík Révay, padl roku 1744 ve válce o rakouské dědictví, byl zámek po smrti Kateřiny Okolicsány opět rozdělen na dva díly. Jedna část připadla Františkovi Budayovi a druhá část Janovi Radvanskému (†1815). V rukách rodu Radvanských pak zámek setrvával i v 19. století, během kterého došlo na zasypání vodního příkopu a zřízení nového zámeckého parku. Od roku 1936 zámek vlastnil statkář Mychnik, jemuž byl areál po roce 1945 znárodněn a předán do užívání JZD, které jej využívalo jako sklad obilí. V 60. letech 20. století převzalo zámek Slovenské národní muzeum, jež plánovalo jeho rekonstrukci, po níž měl být zámek adaptován na muzeum nábytku. Kvůli událostem z roku 1989 však k realizaci nedošlo, zámek byl restituován a v současnosti je bez využití a veřejnosti nepřístupný.

## Architektura

### Exteriéry
Rozsáhlý trojkřídlý objekt uzavírající centrální čtvercové nádvoří, stojící na půdorysu ve tvaru písmene U, je situován na okraji obce, mimo řadovou zástavbu. Stavba je doplněná o tři masivní nárožní bašty a kamenný portál, umožňující vstup do zámku od západu. Součástí zámeckého areálu je rovněž bývalý hospodářský dvůr, stojící jižně od zámecké budovy a zlomek anglického parku, z nějž se dochovalo několik lip a jasanů. V 60. letech byla odstraněna barokní mansardová střecha.

### Interiéry
Vnitřní prostory byly po přestavbě z poloviny 17. století vybaveny trámovými stropy a nově vymalovány. Během rekonstrukce ze 60. a 70. let 20. století byly v zámku zbudovány železobetonové stropní překlady, ocelová futra a přibylo také ústřední topení.